# Prunus erythrocarpa
Prunus erythrocarpa är en rosväxtart som först beskrevs av Sergej Arsenjevitj Nevskij, och fick sitt nu gällande namn av Alexander Gilli. Prunus erythrocarpa ingår i släktet prunusar, och familjen rosväxter. Inga underarter finns listade i Catalogue of Life.